# Залужниця
44°51′ пн. ш. 15°21′ сх. д. / 44.85° пн. ш. 15.35° сх. д.
Залужниця (хорв. Zalužnica) — населений пункт у Хорватії, у Лицько-Сенській жупанії у складі громади Врховине.

## Населення
Населення за даними перепису 2011 року становило 220 осіб.
Динаміка чисельності населення поселення:

## Клімат
Середня річна температура становить 8,73 °C, середня максимальна – 22,66 °C, а середня мінімальна – -7,24 °C. Середня річна кількість опадів – 1338 мм.
| Клімат поселення                              | Клімат поселення | Клімат поселення | Клімат поселення | Клімат поселення | Клімат поселення | Клімат поселення | Клімат поселення | Клімат поселення | Клімат поселення | Клімат поселення | Клімат поселення | Клімат поселення | Клімат поселення |
| Показник                                      | Січ.             | Лют.             | Бер.             | Квіт.            | Трав.            | Черв.            | Лип.             | Серп.            | Вер.             | Жовт.            | Лист.            | Груд.            |                  |
| Середній максимум, °C                         | 5,72             | 7,12             | 10,61            | 14,52            | 19,15            | 22,66            | 22,61            | 22,26            | 17,93            | 13,35            | 8,11             | 4,20             |                  |
| Середня температура, °C                       | −0,77            | 0,64             | 4,13             | 8,04             | 12,68            | 16,18            | 18,51            | 18,16            | 13,83            | 9,24             | 4,00             | 0,10             |                  |
| Середній мінімум, °C                          | −7,24            | −5,85            | −2,36            | 1,55             | 6,21             | 9,70             | 14,41            | 14,04            | 9,74             | 5,13             | −0,11            | −4               |                  |
| Норма опадів, мм                              | 93               | 95               | 99               | 112              | 100              | 102              | 73               | 88               | 131              | 150              | 165              | 130              |                  |
| Середньомісячна швидкість вітру, м/с          | 1.92             | 2.02             | 2.32             | 2.28             | 2.10             | 1.92             | 1.87             | 1.78             | 1.79             | 1.90             | 2.08             | 2.10             |                  |
| Середньомісячна сонячна радіація, кДж/м²·день | 4428             | 7160             | 10538            | 14994            | 19150            | 21016            | 22691            | 19641            | 14339            | 9139             | 4830             | 3713             |                  |
| --------------------------------------------- | ---------------- | ---------------- | ---------------- | ---------------- | ---------------- | ---------------- | ---------------- | ---------------- | ---------------- | ---------------- | ---------------- | ---------------- | ---------------- |
| Джерело:                                      |                  |                  |                  |                  |                  |                  |                  |                  |                  |                  |                  |                  |                  |